# Лаута (квартал)
Вижте пояснителната страница за други значения на Лаута.
Лаута е пловдивски квартал, представляващ жилищна група А12 в Район Тракия.
Тук се намират Аграрния университет, стадион „Локомотив“, зала „Академик“ и колодрум „Цар Симеон“, Ритейл Парк Пловдив. В последните години района активно се застроява с търговски и жилищни комплекси.
Преди да стане част от днешния град Пловдив, квартал Лаута е бил самостоятелно село, разположено в непосредствена близост до Филибе. Лаута е било старо българско село, съществувало още през Средновековието. Най-ранните сведения за квартала, тогава още село са в подробния войнушки регистър на Пловдивско Istanbul – BOA, MAD 81 от 1523 г., в който Лаута е отбелязано като „Село Лаут“ от каазата Филибе, като според дефтера в селото имало шестима войнуци, изпълняващи тази служба към Османската държава. Отново пак под името „Село Лаут“ от каза Филибе, Лаута е описана и в следващия войнушки регистър на района – Istanbul – BOA, TD 151 от 1529 г., като според документа в 1529 г., в селото отново има шестима войнуци, живеещи в него. През 1530 г. в целокупния съкратен иджмал регистър на Османската империя BOA, TD-370, Лаута е отново е описано като село, под името „Село Лагуд“ от казата „Филибе“ (Пловдив). Според данните на дефтера от 1530 г., селото Лагуд е било малко обикновено българско село с 5 християнски домакинства, 2 неженени мъже и 2 вдовишки семейства, или общо всичко 9 християнски домакинства, с годишен приход от него 1090 акчета. Било е част от хасовете на кадъаскера на Анадола(Istanbul – BOA, TD-370, s.90).
Сведения за Лаута, под името „Село Лагуд“ има в турски регистри от 1622(Istanbul – BOA, MAD-3398, s.4 – 15 с описите на селата от каза Филибе, сред които е и Лаута, б.а.), 1635(НБКМ-Сф, ОО – ф.88, а.е.50 – Е.Грозданова – „Българската народност през ХVІІв. Демографско изследване“, Сф, БАН, 1989 г., стр.385,№ 64), 1651(НБКМ-Сф, ОО – Пд 17/28 – Е.Грозданова – „Българската народност през ХVІІв. Демографско изследване“, Сф, БАН, 1989 г., стр.385,№ 64) и 1695 г.(Istanbul – BOA, MAD-3604, s.114 – 136, с описите на селата от нахия Конуш на казата Филибе, сред които е и Лаута). Като „Село Лаути“, кварталът се споменава и в една записка с дата 24 август 1726 г., в „Книга Първа“ на Кондиката на Пловдивския абаджийски еснаф. В самата записка се казва, че на тази дата абаджията Иван от Лаути (т.е. Лаута) – член на Еснафа е дал угощението си (М.Апостолидис и А.Пеев – Кондика на Пловдивския абаджийски еснаф. Книга първа 1685 – 1772 г." – „Годишник на Народната библиотека в Пловдив за 1928 – 1929 г.“, Сф, 1931 г., стр.27).
{{източник|Спори се кога точно е създаден парка. Според някои твърдения това е било горски масив, засаден от германци в периода 1940 – 1944, с предназначение да прикрива и държи завет за самолетите на летището, намирало се до настоящата „Мебелна къща“. Известният пловдивски лесовъд Костадин Чонов твърди обаче, че горските засаждения са от по-ранни години – при управлението на Александър Стамболийски. През зимните месеци парк „Лаута“ приютява огромни ята от врани, които мигрират тук от Трансилвания.
Най-ранния документ за село Лагуд от 1530 г.(Istanbul – BOA, TD 370, s.90). Селото е в долната среда на лист 90, с ханета 5-2-2(общо 9) и общо доход 1090 акчета.